# Emilio Osses
Emilio José Osses (Isla Verde, 7 de diciembre de 1933-15 de noviembre de 2016) fue un militar argentino que condujo el Estado Mayor Conjunto entre 1989 y 1992.

## Origen e inicios
Emilio J. Osses nació en Isla Verde el 7 de diciembre de 1933. Ingresó a la Armada Argentina el 1 de febrero de 1950 e integró la Promoción 81 de la Escuela Naval Militar.

## Carrera
Con el grado de vicealmirante, Osses fue designado jefe del Estado Mayor Conjunto de las Fuerzas Armadas en julio de 1989. El militar permaneció en el cargo durante tres años y fue relevado por Carlos Menem (en 1992). El 10 de octubre de 1990 obtuvo el ascenso a almirante.

## Actividad posterior al retiro
Emilio Osses integró el Instituto de Defensa y Seguridad del Centro de Estudios Nueva Mayoría. También declaró a favor del capitán de fragata Alfredo Astiz en una causa judicial por apología del delito.
Falleció el 15 de noviembre de 2016.